# 니와 다카히로
니와 다카히로(일본어: 丹羽高寛, 1707년 ~ 1769년 8월 1일)는 일본 에도 시대의 다이묘로, 니혼마쓰번의 5대 번주이다. 관위는 종4위하, 사쿄노다이부(左京大夫)이다.
니와 나가히데의 여섯째 아들이자 하타모토였던 니와 나가쓰구의 후손 니와 나가미치의 맏아들로 태어났다. 후사가 없던 선대 번주 니와 히데노부의 양자로 들어가 1722년(교호 7년)에 쇼군 도쿠가와 요시무네를 알현하였고, 1728년, 히데노부가 죽으면서 번주 자리를 계승하였다. 급격히 피폐해진 번 재정과 퇴폐한 무사의 기풍을 바로잡고자 전분야에 걸친 개혁을 추진하였다.
다카히로는 가로 니와 다다스케의 지원에 힘입어, 다다스케와 친했던 막부의 유학자 가쓰라야마 사이간의 추천을 받은 이와이다 사쿠히를 영입하여 개혁의 책임자로 삼았다. 교육, 군제, 농업, 세금 제도 등 각방면에 걸친 개혁이 시행되었으나 경제진흥책의 부재로 농민의 부담이 증대되고, 가신들이 기득권을 침해당하면서 반발하는 등 장애를 겪게 되었다. 니와 다다스케가 사망하면서 반대 세력의 목소리는 커졌고, 정무에 흥미를 잃은 다카히로는 1745년 음력 5월, 갑작스레 은거하고 장남 다카쓰네에게 번주직을 물려주었다. 1769년, 63세의 나이로 사망하였다.